# Alejandro Nones
Alejandro Nones (né le 9 décembre 1982 à Caracas) est un acteur vénézuélien.
| image             =

## Filmographie
Cinéma
- 2006 : Así del precipicio : Mathias

Télévision
- 2007 à 2008 : Palabra de mujer : Octavio Longoria
- 2010 : Zacatillo, un lugar en tu corazón : Julio
- 2010 : Teresa : Paulo Castellanos de Alba
- 2011-2012 : Amorcito corazón : Rubén
- 2012-2013 : Corona de lágrimas : Patricio Chavero Hernández
- 2015-2016 : Pasión y poder  : Erick Montenegro Pérez
- 2017-2018 : La Piloto : Óscar Lucio
- 2018-2019 : Amar a muerte : Jonathan Corona
- 2021 : Qui a tué Sara ? : Rodolfo Lazcano

## Récompenses
- Premios TVyNovelas 2019 : meilleur acteur dans un rôle de méchant pour Amar a muerte[1]